# Spizella pallida
El chimbito pálido (Spizella pallida), también denominado chingolo pálido, gorrión pálido y arrocero pálido, es una especie de ave paseriforme de la familia Passerellidae propia de América del Sur. Cría en Canadá y los Estados Unidos y migra al sur para pasar el invierno principalmente en México.

## Descripción
Esta especie, al igual que las otras especies de su género, es de color pardo listado en las partes dorsales y color grisáceo en las ventrales, con pico y patas color carne. Se distingue por su rabadilla color ante sin rayas. La corona es color café, con rayas oscuras y una línea grisácea que la parte longitudinalmente a la mitad. Tiene un parche auricular y un "bigote" en la parte de la garganta, ambos color café oscuro bordeados con ante pálido. Las alas y la cola son pardas oscuras, y hay dos barras pálidas en las alas. Las partes dorsales son pardo grisáceo, tendiendo a blanco.
Es muy parecido al plumaje básico de S. passerina, pero se distingue por ser más pálido, por el parche auricular, el bigote, y sobre todo por la rabadilla.
Los individuos en invierno son similares aunque de colores más deslavados. 

## Distribución
Habita en el oeste de Canadá y en el norte y centro de los Estados Unidos. En invierno migra al sur de la península de Baja California, al sur de Texas y a gran parte de México, desde los estados norteños hasta Oaxaca. Ha sido registrado ocasionalmente en Veracruz, Chiapas, la península de Yucatán, Guatemala y las Antillas. Prefiere pastizales y campos de cultivo áridos y semiáridos; también desiertos con arbustos y en parques. Se alimenta de semillas e insectos, buscando alimento en el suelo o sobre los arbustos. Comúnmente forma grupos.

## Voz
Su canto es una serie de tres o cuatro zumbidos graves: bzzzz, bzzzz, bzzzz.